# Anton Reisinger
Anton Reisinger (* 31. Mai 1903 in Wien, Österreich-Ungarn; † 4. August 1943 ebenda) war ein österreichischer Parteifunktionär (KPÖ) und Widerstandskämpfer gegen den Nationalsozialismus.

## Leben
Reisinger machte eine Ausbildung als Mechaniker und gehörte dem Kommunistischen Jugendverband (KJV) seit seiner Gründung 1918 an. Er organisierte schon während seiner Ausbildung zum Metallarbeiter als Schülerrat in der Berufsschule Mollardgasse Streiks der Lehrlinge. Als KVJ-Funktionär wurde Reisinger 1926 Sekretär dieser Jugendorganisation, zudem wurde er Mitglied der KPÖ. Aufgrund von Rechtsopportunismus wurde er 1929 aus der KPÖ ausgeschlossen. Ab 1931 hielt sich Reisinger in der Sowjetunion auf, wo er die Internationale Lenin-Schule besuchte. Reisinger, der 1935 nach Österreich zurückkehrte, wurde nach dem erfolgreichen Gesuch um Wiederaufnahme in die Partei im September 1934 auf dem 12. Parteitag in das Zentralkomitee der KPÖ gewählt. Zur Zeit des Austrofaschismus setzte Reisinger seine politische Arbeit illegal fort und leitete die Provinzkommission (Proko). Reisinger wurde 1937 festgenommen und in einem Prozess zu drei Jahren Kerker verurteilt; seine Haftentlassung erfolgte im Februar 1938. Noch vor dem „Anschluss Österreichs“ begab er sich nach Frankreich und kehrte bald darauf mit dem Auftrag der Reorganisation der KPÖ nach Österreich zurück. Am 6. März 1940 wurde Reisinger in Bratislava festgenommen und durch Gestapo-Männer misshandelt. Nach einem Verfahren erhielt Reisinger am 28. Mai 1943 das Todesurteil und wurde am 4. August 1943 im Wiener Landgericht enthauptet.

## Gedenken
Reisingers Name ist auf der Gedenktafel für die zwölf durch die Nationalsozialisten ermordeten Zentralkomiteemitglieder der KPÖ aufgeführt, die sich heute im Haus der KPÖ Wien 10 (Wielandschule) befindet.